# تپه چشمه کبود
تپه چشمه کبود مربوط به دوران پیش از تاریخ ایران باستان تا دوران‌های تاریخی پس از اسلام است و در شهرستان دامغان، روستای چهارده واقع شده و این اثر در تاریخ ۲۵ اسفند ۱۳۷۸ با شمارهٔ ثبت ۲۶۵۸ به‌عنوان یکی از آثار ملی ایران به ثبت رسیده است.